# Armistici de Mudanya
L'Armistici de Mudanya fou un tractat entre la Gran Assemblea Nacional de Turquia i les Potències Aliades (Gran Bretanya, França i Itàlia) que va posar fi a la Guerra d'independència turca.
Després que els turcs van expulsar els grecs d'Anatòlia el setembre de 1922 les forces nacionalistes es van presentar a la zona neutral als Dardanels, ocupats per destacaments de les tres potències aliades. Els turcs van exposar la seva intenció de creuar la zona neutral cap a Tràcia oriental per expulsar d'allí als grecs però els aliats no els van donar pas i per uns dies es va pensar en la guerra. El 23 de setembre els aliats van proposar un armistici sobre la base de l'evacuació pels grecs de Tràcia oriental i del respecte de la zona neutral pels turcs. Ataturk va acceptar i les negociacions van començar a Mudanya el 3 d'octubre; la delegació turca estava dirigida per İsmet İnönü comandant turc al front occidental, i les potències pels generals Harrington, Charpy i Mombelli. Inicialment els turcs van refusar reconèixer la zona neutral i van reclamar la sobirania de Tràcia oriental. Es va fregar el trencament, però en darrera instància els aliats van reconèixer la sobirania turca a Tràcia i van admetre funcionaris i gendarmes turcs 30 dies després de la sortida dels grecs (sortida que s'havia de fer en 15 dies); els turcs a canvi respectarien la zona neutral fins a la conferència de pau general i cessarien les hostilitats contra Grècia. L'armistici va entrar en vigor el 14 d'octubre de 1922 a mitjanit. Grècia no el va voler signar però va manifestar la seva adhesió el mateix 14 d'octubre.
La conferència de pau de Lausana (novembre 1922 a juliol de 1923 havia de resoldre la resta de problemes i els aliats van restar a Istanbul i a la zona neutral fins a la signatura de la pau i es van retirar l'1 d'octubre de 1923 quan la Gran Assemblea Nacional ja havia assegurat el seu control polític de la capital i havia abolit el sultanat tres setmanes després de l'armistici.